# 沢尻エリカ REAL ERIKA
沢尻エリカ REAL ERIKA（さわじりエリカ リアル・エリカ）は、NACK5でかつて放送されたラジオ番組。2007年1月5日放送開始、同年6月29日終了。女優の沢尻エリカの冠番組。

## 内容
番組のコンセプトは『一つのキーワードを通して、沢尻エリカが何を感じ、何を考え、どんな未来に進もうとしているのか、現在のリアルなエリカを感じてもらう』こと。放送回ごと（実際は2回放送分ごと）にキーワードを決めて、そのキーワードに沿ったゲストを呼び、トークする。そのトークとは別に番組に送られたメールを紹介することはあるが、特にコーナーは設定しない。
“第○回リアル相談室”と題して、ゲストを呼ばず、リスナーにより番組に送られたメールを紹介しながらフリートークを展開する週があった。相談室と銘打つが内容は悩みの相談に限らない。
放送時間は、毎週金曜日の19:30 - 20:00。

## ゲスト
- 柴咲コウ（2007年3月23日）
- 坂崎幸之助（THE ALFEEメンバー、2007年4月6・13日）
- 長澤まさみ（2007年6月8日）